# Șerpeni, Bacău
Șerpeni este un sat în comuna Scorțeni din județul Bacău, Moldova, România.